# Theta Arae
Désignations
Theta Arae (θ Ara, θ Arae) est une étoile de la constellation de l'Autel. Elle a une magnitude apparente de +3,67 et est donc assez brillante pour être visible à l'œil nu. Sur la base d'une parallaxe annuelle de 4,01 mas, elle est distante de 810 années-lumière de la Terre. Elle s'éloigne du Système solaire à une vitesse radiale de +3 km/s.
Theta Arae est une supergéante bleue de type spectral B2 Ib. Sa masse est environ neuf supérieure à celle du Soleil et son rayon vaut plus de 20 fois celui du Soleil. L'atmosphère externe de l'étoile a une température effective de 17 231 K, beaucoup plus chaude que la surface du Soleil. À cette température, l'étoile brille avec la couleur bleue-blanche caractéristique d'une étoile de type B.